# 謎のロケット

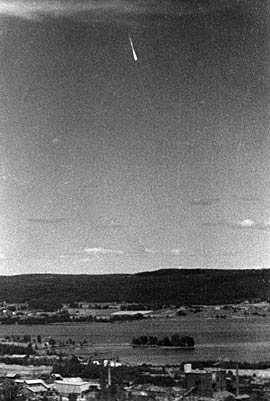
スウェーデン軍によって撮影された謎のロケット

謎のロケット（なぞのロケット、ゴースト・ロケット 英語: Ghost rockets, スウェーデン語: Spökraketer）とは1940年代にスウェーデンを中心としてヨーロッパ各地で見られた正体不明のロケット。

## 概要
1946年2月から12月にかけて、スウェーデンで複数回のロケットと思しき飛行物体が目撃された。当時はアメリカとソビエトがドイツから戦利品としてV2ロケットを接収しており、それらが秘密裏に試射された可能性等、複数の説があるものの、証拠は見つかっていない。
類似のロケットはデンマーク、フィンランド、ノルウェー、ギリシャ、ポルトガル、ベルギー、イタリア等でも目撃されている。目撃が多いことからアースグレイジング火球の可能性も指摘されているものの、結論は出ていない。
謎のロケットは過去の出来事であると考えられていたが、2000年代にはいってからも各地で報告されている。

## 様々な説
様々な説があったがどれも決定的ではなかった。
- 連合国による占領下から逃れてきた、或いは秘密裏に招聘されたナチスの技術者達が極秘裏にロケットの開発を進めた
- ソビエト等、他国のロケットが周辺地域で打ち上げられた
- アースグレイジング火球のような自然現象